# Žukovského vojenská letecká inženýrská akademie
Žukovského vojenská letecká inženýrská akademie (rusky Военно-воздушная инженерная академия имени профессора Н. Е. Жуковского), od roku 2008 Žukovského a Gagarinova vojenská letecká inženýrská akademie (rusky Военно-воздушная академия имени профессора Н. Е. Жуковского и Ю. А. Гагарина), od konce roku 2009 Vojenské učebně-vědecké středisko vojenského letectva (Военный Учебно Научный Центр Военно Воздушных Сил, ВУНЦ ВВС), je ruská vojenská vysoká škola. Je největší a nejstarší vojenskou vysokou leteckou školou na světě. Na škole studovali všichni sovětští i ruští kosmonauti.
Akademie byla založena 23. listopadu 1920. Zajišťuje přípravu odborníků na technické využití letadel a kosmických lodí a jejich motorů, všechny druhy vybavení letadel, prostředky radioelektronického boje, výzkum přírodních zdrojů země leteckými a kosmickými prostředky.
Akademie sídlí v Moskvě s pobočkami v Moninu, Noginsku a Kašiře. Skládá se z fakult létacích strojů, letecké výzbroje, leteckého vybavení, leteckého radioelektronického vybavení, přípravy zahraničních specialistů a základní přípravy.

## Historie
Z iniciativy profesora Nikolaje Žukovského byla roku 1919 založena Moskevská letecká technická škola. Výuka zprvu probíhala v budově na ulici Vozněsenského (ulice Rádio), v květnu 1920 dostala budovu bývalé řemeslnické školy v malé kozlovské uličce v centru Moskvy, nedaleko od letiště.
Dne 26. září 1920 Revoluční vojenská rada Republiky v rozkazu č. 1946 rozhodl o reorganizaci Moskevská letecká technické školy v Žukovského institut inženýrů Rudého letectva (Институт инженеров Красного Воздушного Флота имени Н. Е. Жуковского). Stanovy institutu Revoluční vojenská rada potvrdila 23. listopadu 1920.
Ke dni 9. září 1922 byl institut rozšířen v Žukovského leteckou akademii (Академия Воздушного Флота имени Н. Е. Жуковского). V létě 1923 akademie přesídlila do Petrovského paláce.
Dne 17. dubna 1925 byla akademie znova přejmenována na Žukovského vojenskou leteckou akademii DRRA (Военно-воздушная академия РККА имени профессора Н. Е. Жуковского). Zprvu v akademii existovaly dvě fakulty – inženýrská a služby letectva (velitelská, která existovala do roku 1927 a znovu od roku 1930). Ve 30. letech počet fakult vzrostl na šest.
Do roku 1940 byla akademie jedinou vojenskou leteckou vysokou školou v Sovětském svazu. Připravovali se v ní jak letečtí velitelé, tak specialisté schopní sloužit v armádě i pracovat v průmyslu nebo vědeckých ústavech. V březnu 1940 se vydělily velitelská, navigační a operativní fakulta s kursy zdokonalování velitelského sboru v samostatnou Vojenskou akademii velitelského a navigačního personálu letectva Rudé armády (Военная академия командного и штурманского состава ВВС Красной Армии, později Gagarinova vojenská letecká akademie). Poté na Žukovského akademii studovali pouze inženýři a technici.
S počátkem války do akademie přicházeli studenti technických vysokých škol, což umožnilo zkrátit výuku. Vzniklo učební centrum pro výuku přechodu na nové typy letadel, kterým prošlo v prvních měsících války přes pět tisíc lidí. Od července 1941 do června 1943 byla akademie evakuována do Sverdlovsku.
Od 6. srpna 1946 nosila akademie nový název – Žukovského vojenská letecká inženýrská akademie (Военная-воздушная инженерная академия имени профессора Н. Е. Жуковского). Akademie se rozšiřovala, vznikly radiotechnická fakulta, letecký experimentální oddíl, katedry reaktivních řízené výzbroje, řízených leteckých raket a další.
Roku 1998 při rozsáhlé reorganizaci vojenského vzdělání byla akademie přejmenována na Vojenskou leteckou technickou univerzitu (Военный авиационный технический университет (ВАТУ)). Petrovský palác, dlouholeté sídlo a symbol akademie převzalo město Moskva. Roku 2002 se univerzita vrátila k tradičnímu názvu (Žukovského vojenská letecká inženýrská akademie). od 1. září 2008 byla sloučena s Gagarinovou vojenskou leteckou akademií v Žukovského a Gagarinovu vojenskou leteckou akademii (Военно-воздушная академия имени профессора Н. Е. Жуковского и Ю. А. Гагарина). V roce 2009 pokračovaly reformy, především snižování stavů učitelů, toho roku akademie nepřijímala nové posluchače.
Koncem roku 2009 byla znovu přejmenována, na Vojenské učebně-vědecké středisko vojenského letectva (Военный Учебно Научный Центр Военно Воздушных Сил, ВУНЦ ВВС).

## Náčelníci akademie
Funkci náčelníka akademie zastávali:
- 1922–1923 – Alexandr Nikolajevič Vegener
- 1924–1925 – Nikolaj Vladimirovič Sollogub
- 1925–1927 – Vladimir Solomonovič Lazarevič
- 1927–1933 – Sergej Grigorjevič Chorkov
- 1933–1936 – Alexandr Ivanovič Todorskij
- 1936–1940 – Zinovij Maximovič Pomerancev
- 1940–1941 – Nikolaj Alexandrovič Sokolov-Sokoljonok
- 1941–1942 – Stěpan Petrovič Chadějev
- 1942–1947 – Nikolaj Alexandrovič Sokolov-Sokoljonok
- 1947–1969 – Vladimir Ivanovič Volkov
- 1969–1973 – Nikolaj Maximovič Feďjajev
- 1973–1986 – Vasilij Vasiljevič Filippov
- 1986–1992 – Vitalij Jakovlevič Kremljov
- 1992–2002 – Vladimir Vasiljevič Kovaljonok
- 2002 – Anatolij Nikolajevič Maximov